# Тавитов, Чермен Казбекович
Чермен Казбекович Тавитов (13 декабря 1995) — российский борец вольного стиля. Мастер спорта России международного класса. Призёр чемпионатов России.

## Спортивная карьера
В конце февраля 2015 года в селе Октябрьском, уступив в финале Ацамазу Кониеву, стал серебряным призёром чемпионата Северной Осетии. В сентябре 2015 года в Избербаше стал стал серебряным призёром Всероссийского турнира памяти Шарапудина Абдулгалимова, где в финале проиграл Георгию Колиеву. 18 марта 2017 года стал бронзовым призёром Первенства СКФО среди юниоров в Хасавюрте. 23 апреля 2017 года на Первенстве России среди юниоров во Владикавказе занял 5 место. В конце ноября 2017 года в Подмосковном Раменском стал обладателем Кубка России в личном зачёте. В начале декабря 2017 года во Владикавказе стал победителем всероссийского турнира среди юниоров памяти Юрия Гусова, в финале он одолел Динислама Тахтарова из Дагестана. 28 декабря 2017 года ему было присвоено звание мастер спорта России. В начале августа 2018 в Одинцово на чемпионате России дошёл до 1/4 финала, в котором уступил Зелимхану Абакарову. В октябре 2018 года завоевал бронзовую медаль на Всероссийском турнире на призы Сослана Андиева во Владикавказе. В начале мая 2019 года занял 3 место на Всероссийских студенческих соревнованиях в Раменском. 28 сентября 2019 года во Владикавказе, одолев в схватке за 3 место Муслима Мехтиханова из Дагестана, стал бронзовым призёром открытого всероссийского турнира памяти Юрия Гусова среди борцов до 23 лет. В конце ноября 2019 года во Владикавказе одержал победу на открытом всероссийском турнире памяти Сослана Андиева, в финале которого выиграл Алана Абиева из Северной Осетии. В начале декабря 2020 года в Раменском, одолев в финале Магомеда Тажудинова из Дагестана, одержал победу на Всероссийских студенческих соревнованиях. 20 февраля 2021 года во Владикавказе, взял верх в борьбе за 3 место над Тамерланом Караевым из Ставропольского края, стал бронзовым призёром чемпионата СКФО. 14 марта 2021 года в Улан-Удэ, победив в схватке за 3 место Нодара Арабидзе из Брянской области, стал бронзовым призёром чемпионата России. В ноябре 2021 года в дагестанском селе Хучни стал вторым призёром Первенства СКФО среди студенческой молодежи. 27 января 2022 года в Красноярске неудачно выступил на международном турнире «Иван Ярыгин», на котором в квалификации на туше проиграл Саиду Хункерову из Дагестана. 3 апреля 2022 года победил на чемпионате Северной Осетии во Владикавказе, в финале он одолел Эльбруса Валиева. 25 июня 2022 года на чемпионате России в Кызыле во второй раз подряд стал бронзовым призёром, в схватке за 3 место он победил Алдара Бальжинимаева из Бурятии. 26 августа 2023 года стал бронзовым призёром Всероссийской спартакиады. 27 января 2023 года в Красноярске, одолев в схватке за 3 место Абдурахмана Расулова из Дагестана, завоевал бронзовую медаль международного турнира «Иван Ярыгин». 22 июля 2024 года ему было присвоено звание мастер спорта России международного класса.

## Спортивные результаты
- Чемпионат России по вольной борьбе 2021 — ;
- Чемпионат России по вольной борьбе 2022 — ;
- Всероссийская спартакиада 2022 — ;
- Кубок памяти Ивана Ярыгина 2023 — ;